# Solomon Burke
Solomon Vincent McDonald Burke (Filadélfia, 21 de março de 1940 — Haarlemmermeer, 10 de outubro de 2010), sendo mundialmente referido como Rei do Rock 'N Soul e Bispo do Soul, foi um cantor e compositor de música soul, gospel e rock americano, reconhecido como um dos músicos mais influentes do século XX, responsável pela introdução do ritmo gospel nas músicas de soul e rock & roll. Já vendeu cerca de 17 milhões de álbuns e foi eleito pela revista Rolling Stone o 89º maior artista da música de todos os tempos.
Burke foi conhecido por inúmeros apelidos, incluindo King Solomon, The Wonder Boy Preacher, Lord Solomon e principalmente The King of Rock 'N Soul ("O Rei do Rock 'N Soul") e The Bishop of Soul ("O Bispo do Soul").

## Biografia
Solomon Burke nasceu na Filadélfia, Pensilvânia, em 1940. De família muito religiosa, ele frequentou os cultos desde a infância. Sua estreia musical foi no coro da igreja quando tinha nove anos, logo depois estava pregando e cantando. Aos 12 anos já tinha um programa na rádio gospel local, transmitido da sua própria igreja, que ele denominou ‘Templo de Salomão'. Foi considerado um menino-prodígio por isso. Adulto apareceu várias vezes ao lado do pastor Martin Luther King e desfrutou de uma relação especial com a Igreja Católica, ele e sua família foram convidados, em 2000, para se apresentarem no ‘Jubileu da Família’ e desde então, participavam todos os anos da celebração do Natal no Vaticano. O poder de sua voz como cantor chamou a atenção da esposa de um disc-jóquei da Filadélfia, que por sua vez, convidou Burke para gravar. A estreia de Burke foi em 1955 com uma canção que ele havia escrito para sua avó. Colhendo algumas recompensas financeiras com suas primeiras gravações, investiu em uma cadeia de casas funerárias em Los Angeles. Ele foi treinado como um agente funerário no início de sua vida e tinha trabalhado com seu tio. Em 1960 assinou contrato com a Atlantic Records e o primeiro hit foi ‘Just Out of Reach’. Em 1962 e 1963 com ‘Cry to Me’ e ‘If You Need Me’, Solomon Burke ajudou a pavimentar o caminho do que seria chamado 'soul music'. ‘Cry To Me’ e várias outras canções de sua autoria foram gravadas pelos Rolling Stones.
As vendas de discos, no entanto, sempre foram menos importantes para Burke que suas apresentações ao vivo. Burke aparecia no palco com uma capa ou uma jaqueta de lamê dourado, por isso era descrito como uma ‘visão ondulante de cetim’, um apelo sensual que muitas vezes rivalizava com suas raízes gospel. Criticado por isso dizia: ‘seria um pecado deixar passar os prazeres que o Senhor fez só para nós’. Solomon Burke foi pai de 21 crianças. Introduzido no Rock and Roll Hall of Fame somente em 2001, sua carreira ressurgiu em 2002, com o lançamento de ‘Don't Give Up On Me’ onde ele canta canções escritas especificamente para o álbum por vários artistas incluindo Bob Dylan, Brian Wilson, Van Morrison, Elvis Costello e Tom Waits. ‘Don't Give Up On Me’ ganhou o Grammy de melhor álbum de blues contemporâneo em 2003. Em 2008, Solomon voltou ao estúdio para gravar o álbum ‘Like a Fire’ com canções escritas por Ben Harper, Eric Clapton, Jesse Harris, Keb 'Mo', Meegan Voss e Steve Jordan. O álbum também foi indicado para o Grammy de melhor álbum de blues contemporâneo de 2008.

## Morte

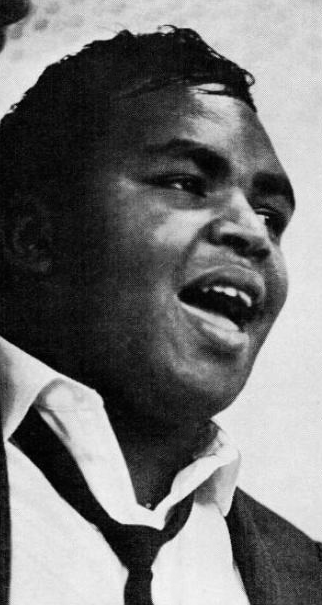
Solomon Burke (1967)

Solomon Burke faleceu na manhã de domingo, dia 10 de outubro de 2010, num avião recém-chegado ao Aeroporto de Amsterdão Schiphol, nos Países Baixos. Faleceu de causas naturais não especificadas, sabendo-se que sofria de obesidade mórbida. O cantor tinha 21 filhos, 90 netos e 19 bisnetos.. Encontra-se sepultado no Forest Lawn Memorial Park (Hollywood Hills), Los Angeles, Califórnia nos Estados Unidos.

## Discografia

### Álbuns notáveis
- Rock 'n' Soul (1964)
- Don't Give Up on Me (2002)